# Малоустьікінська сільська рада
Ма́лоу́стьі́кінська сільська рада (рос. Малоустьикинский сельский совет) — муніципальне утворення у складі Мечетлінського району Башкортостану, Росія. Адміністративний центр — село Малоустьікінське.

## Населення
Населення — 1192 особи (2019, 1212 в 2010, 1226 в 2002).

## Склад
До складу поселення входять такі населені пункти:
| Населений пункт         | Населення, осіб (2002) | Населення, осіб (2010) |
| ----------------------- | ---------------------- | ---------------------- |
| Верхнє Бобино, присілок | 15                     | 8                      |
| Малоустьікінське, село  | 570                    | 561                    |
| Нижнє Бобино, село      | 641                    | 643                    |